# Księga Liczb

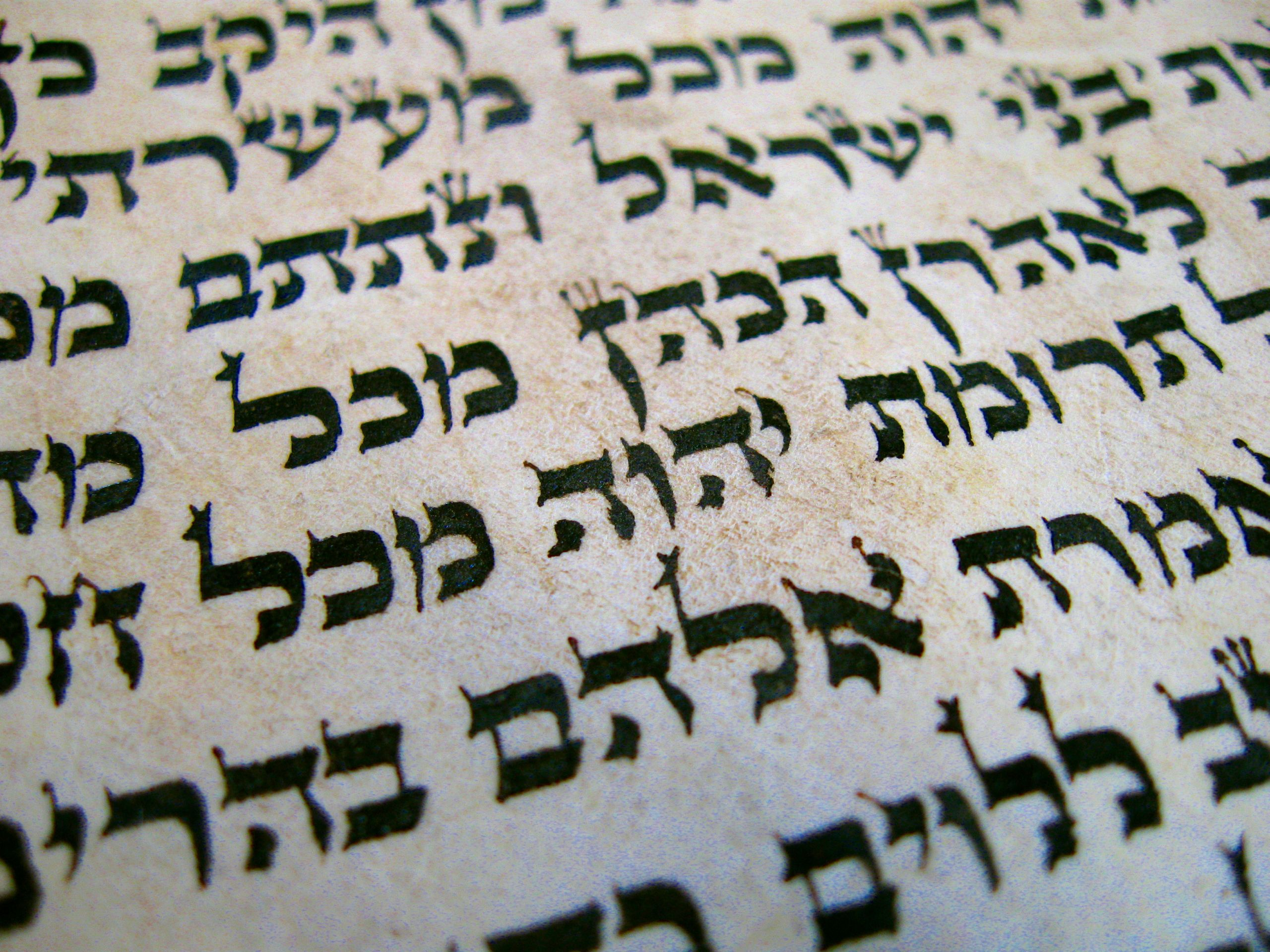
Fragment Lb 18:27-30 po hebrajsku

Księga Liczb [Lb], Czwarta Księga Mojżeszowa [4 Mojż], Numeri jest czwartą księgą Tory, a tym samym Starego Testamentu i Biblii. W języku hebrajskim przyjmuje się nazwę Bemidbar – במדבר („na pustyni”), od pierwszych słów księgi, w innych językach (za pośrednictwem Septuaginty i Wulgaty) przyjęła się nazwa „Księga Liczb”, ze względu na częste wymienianie różnych liczb.
W odróżnieniu od poprzedniej Księgi Kapłańskiej, Księga Liczb zawiera nieco więcej wydarzeń, choć i tu Jahwe przekazuje pewne elementy prawa swojemu ludowi.
Księga Liczb zawiera również przestrogi: Jahwe karze tych, którzy odstąpili od Niego, zsyłając na nich węże, ale też ostatecznie okazuje swoje miłosierdzie. Mojżesz, który zwątpił w Boga, zostaje ukarany, gdyż nie będzie mógł wejść do ziemi Kanaan.
Tradycja żydowska i chrześcijańska przypisuje spisanie księgi Mojżeszowi. Większość dzisiejszych biblistów jest zwolennikami pochodzenia tekstu z wielu źródeł, zredagowanych ostatecznie w jedną księgę (teoria źródeł).

## Treść
1. Spis mężczyzn
2. Wprowadzenie ślubu czystości – nazireatu, dalsze przepisy
3. Zwątpienie Izraelitów: za karę część z nich nie ujrzy Ziemi Obiecanej, gdyż od tej pory będą się błąkać po pustyni przez 40 lat
4. Kolejne zwątpienie: Jahwe zsyła na niewierzących węże, ale na prośbę Mojżesza błagającego o łaskę, poleca mu wykonać węża z miedzi, dzięki czemu część Izraelitów zostaje uratowana. Według biblistów, przybity do drzewa wąż jest archetypem Jezusa
5. Kolejne etapy marszu, kolejne prawa i przepisy

Księga Liczb kończy opis etapów wędrówki Izraelitów po pustyni. Następna księga, Księga Powtórzonego Prawa (napisana prawdopodobnie dużo później niż poprzednie cztery części Pięcioksięgu), przypomina najważniejsze ustalenia Boga. Dalszy ciąg wędrówki opisuje natomiast Księga Jozuego.